# Квир (остров)
Квир (англ. Queer Island) — остров, расположенный в боро Кадьяк-Айленд, штат Аляска, США.
Название происходит из перевода русскоязычного названия острова, «Остров Чудной».